# Rocknet aréna

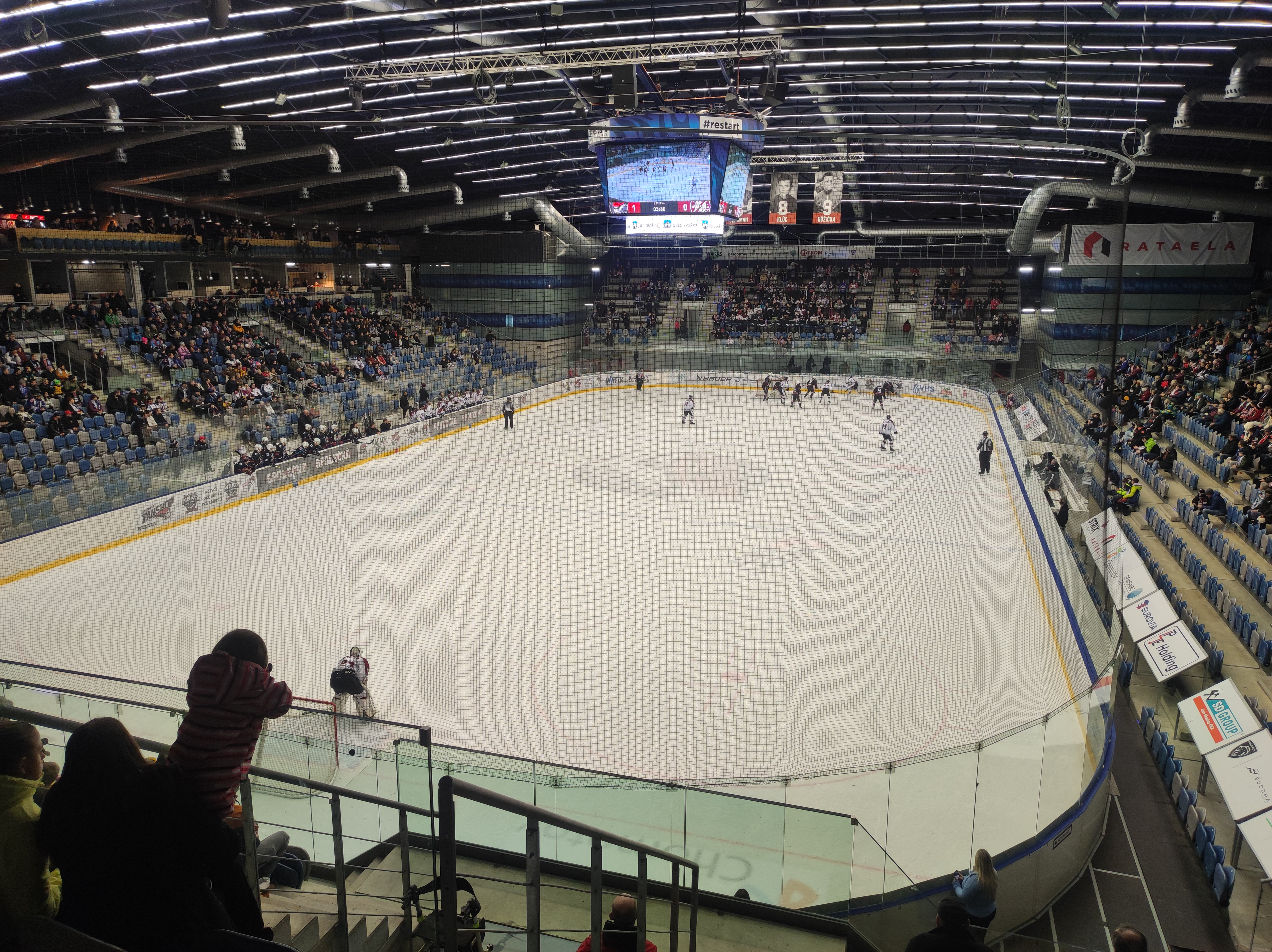
Interiér – pohled ze sektoru F

Rocknet aréna v Chomutově je krytá sportovní hala, která byla otevřena v dubnu roku 2011. Slouží hokejovému klubu Piráti Chomutov a nachází se v lokalitě Zadních Vinohrad. V roce 2013 byla pojmenována podle jednoho z generálních partnerů klubu SD ARÉNA. V červnu 2018 byla pronajata firmě Rocknet, podle které ponese až do roku 2023 jméno Rocknet aréna.
 Kapacita arény je 5 250 diváků. Objekt je tvořen hlavní halou s tribunami, šatnami a tréninkovou halou s kapacitou 188 diváků. Nad ledovou plochou visí světelná kostka se čtyřmi LED obrazovkami a jedním světelným prstencem. Pod tribunami se nacházejí bufety a toalety, v rozích stadionu jsou partyboxy a restaurace. V horních patrech arény se nachází VIP zóna a skyboxy. V blízkosti arény stojí multifunkční kino, fotbalový stadion, atletický stadion a aquapark. Aréna byla vystavěna s pomocí evropských dotací v rámci projektu IPRM Chomutov. Je postavena na místě areálu bývalých kasáren na Zadních Vinohradech a sídla 41. sektoru velení, řízení a průzkumu Armády České republiky.
Aréna byla otevřena exhibicí chomutovských veteránů vs. veteráni České republiky. První ostré utkání zde odehráli Piráti Chomutov 2. srpna 2011 s týmem HC Energie Karlovy Vary, které domácí vyhráli 3:2. Na tento den si i klub připravil akci s názvem hokejová rEVOLUCE, při které byly představeny po vzoru NHL nové dresy, logo a název. Zde byla započata nová éra chomutovského hokeje, která byla završena oslavou postupu do extraligy v dubnu roku 2012, rok po otevření nové arény.
Své domácí zápasy v Rocknet Aréně odehrává hokejový tým Piráti Chomutov. V letech 2021–2022 během rekonstrukce střechy ČEZ stadionu Kladno zde hráli extraligové zápasy Rytíři Kladno.